# Didi Schaack
Didi Schaack (* 14. Juni 1951 in Rheinberg) ist ein deutscher Schauspieler.

## Leben
Schaack trat vor allem in Serien auf, so verkörperte er in der ARD-Serie Marienhof die Rolle des Clubbesitzers Joe Markert. In Der Fahnder spielte er mehrere Jahre mit, ebenso spielte er in einer Tatort-Folge mit.
Schaack lebt in München.

## Filmografie (Auswahl)
- 1972: Das Patenkind (Fernsehserie, 4 Folgen)
- 1990–1995: Der Fahnder (Fernsehserie, 4 Folgen)
- 1991: Tatort – Animals
- 1992: Nighttrain to Venice
- 1992–1993: Marienhof (Fernsehserie, ca. 20 Folgen)
- 1993: Tödliche Lügen (Fernsehfilm)
- 1999: Hausmeister Krause (Fernsehserie)